# Разъезд 3 км
3 км — населённый пункт (тип: разъезд) в Бузулукском районе Оренбургской области России. Входит в состав Елшанского сельсовета.

## География
Разъезд находится в пределах возвышенности Общий Сырт, в степной зоне, на левом берегу реки Самара, на расстоянии 14 км к северо-западу от города Бузулук, административного центра района.

### Климат
Климат характеризуется как резко континентальный с морозной суровой зимой и жарким сухим летом. Среднегодовая температура составляет 4 °C. Средняя температура воздуха самого тёплого месяца (июля) — 21,9 °C; самого холодного (января) — −14,8 °C (абсолютный минимум — −43 °C). Безморозный период длится в течение 142 дней в году. Среднегодовое количество атмосферных осадков составляет 393 мм.

### Часовой пояс
Разъезд 3 км, как и вся Оренбургская область, находится в часовой зоне МСК+2. Смещение применяемого времени относительно UTC составляет +5:00.

## Население
| 2010 |
| ---- |
| 30   |

### Национальный состав
По данным Всероссийской переписи населения 2010 года:
| № | Национальность | Численность, чел. | Доля |
| - | -------------- | ----------------- | ---- |
| 1 | русские        | 23                | 77 % |
| 2 | другие         | 7                 | 33 % |

## Инфраструктура
В населённом пункте действует железнодорожный остановочный пункт 1252 км на линии Самара — Оренбург.